# Pristotis
Pristotis es un género de peces de la familia Pomacentridae, del orden Perciformes. Este género marino fue descrito científicamente en 1838 por Eduard Rüppell.

## Especies
Especies reconocidas del género:
- Pristotis cyanostigma (Rüppell, 1838)
- Pristotis obtusirostris (Günther, 1862)